# Ceracris
Ceracris es un género de saltamontes de la subfamilia Oedipodinae, familia Acrididae, y está asignado a la tribu Parapleurini. Este género se distribuye en India, Indochina, China y Corea.

## Especies
Las siguientes especies pertenecen al género Ceracris:
- Ceracris amplicornis Cao, Dang & Yin, 2019
- Ceracris chuannanensis Ou, Zheng & Chen, 1995
- Ceracris deflorata (Brunner von Wattenwyl, 1893)
- Ceracris fasciata (Brunner von Wattenwyl, 1893)
- Ceracris hainanensis Liu & Li, 1995
- Ceracris hoffmanni Uvarov, 1931
- Ceracris jianfenglingensis Feng, Qiao & Yin, 2018
- Ceracris jiangxiensis Wang, 1992
- Ceracris kiangsu Tsai, 1929
- Ceracris nigricornis Walker, 1870
- Ceracris pui Liang, 1988
- Ceracris striata Uvarov, 1925
- Ceracris versicolor (Brunner von Wattenwyl, 1893)
- Ceracris xizangensis Liu, 1981